# Блендово (Остроленцький повіт)
Блендово (пол. Błędowo) — село в Польщі, у гміні Бараново Остроленцького повіту Мазовецького воєводства.
Населення — 151 особа (2011).
У 1975-1998 роках село належало до Остроленцького воєводства.

## Демографія
Демографічна структура станом на 31 березня 2011 року:
|          | Загалом | Допрацездатний вік | Працездатний вік | Постпрацездатний вік |
| -------- | ------- | ------------------ | ---------------- | -------------------- |
| Чоловіки | 71      | 18                 | 41               | 12                   |
| Жінки    | 80      | 24                 | 40               | 16                   |
| Разом    | 151     | 42                 | 81               | 28                   |